# Find Me (Sigma)
Find Me è un singolo del gruppo musicale britannico Sigma, pubblicato il 4 novembre 2016.
Il singolo ha visto la partecipazione alla parte vocale della cantautrice britannica Birdy.

## Successo commerciale
Il singolo ha ottenuto successo in Europa.

## Video musicale
Il videoclip è stato girato a Los Angeles dove si vede Millie Bobby Brown passeggiare in giro per la città.